# Sandhof (Frankfurt am Main)

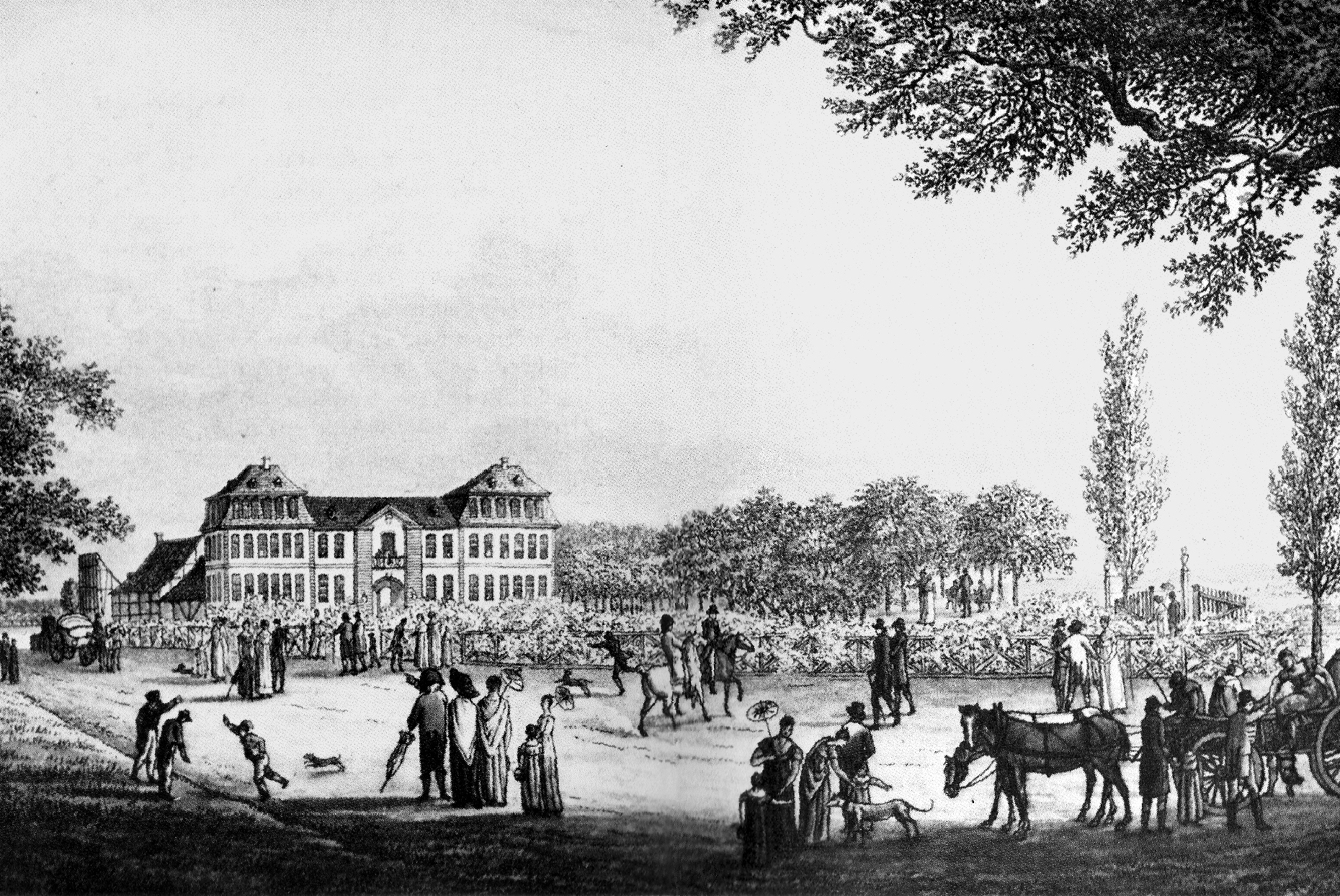
Der Sandhof mit Herrenhaus, ca. 1810. Zeichnung von Johann Friedrich Morgenstern, Stich von J. G. Reinheimer

Der Sandhof (auch Schafhof genannt) war ein seit dem Hochmittelalter beurkundeter Gutshof im Wildbann Dreieich südwestlich von Frankfurt am Main, dessen Gebiet 1891 dorthin eingemeindet wurde. Der Hof war für rund 600 Jahre im Besitz der Frankfurter Kommende des Deutschen Ordens. Im 18. Jahrhundert wurde der Sandhof um ein schlossähnliches Herrenhaus erweitert, das unter anderem als Vergnügungsetablissement diente. Nach Beschädigungen im Zweiten Weltkrieg wurden die Gebäude restauriert, in den Komplex des damaligen Städtischen Krankenhauses integriert und schließlich abgerissen. Von den Gebäuden des Sandhofs sind keine oberirdisch sichtbaren Spuren erhalten geblieben.

## Lage
Der Sandhof lag südlich des Flusses Main zwischen dem Frankfurter Stadtteil Sachsenhausen und dem Dorf Niederrad (im Jahr 1900 eingemeindet als Frankfurt-Niederrad). Nach einer von dem Frankfurter Historiker Eduard Pelissier im Jahr 1905 angelegten Landkarte der Frankfurter Landwehr lagen der Sandhof sowie das Sandhöfer Feld knapp außerhalb von deren Grenzen. Der nächstgelegene Wehrhof im Frankfurter Einflussbereich war der östlich benachbarte, innerhalb der Landwehr liegende Riedhof. Laut einer topografischen Karte Frankfurts von 1893 aus Meyers Konversationslexikon befand sich der Sandhof etwa dort, wo im heutigen Stadtteil Niederrad an dessen östlicher Grenze die Buchenrodestraße auf die Sandhofstraße trifft. Das Grundstück mit dem ehemaligen Standort des Sandhofes grenzt heute südwestlich an das Gelände des Frankfurter Universitätsklinikums sowie an die Trasse der Bahnstrecke Frankfurt am Main–Heidelberg an. Die exakten Standorte des Gutshofes und des Herrenhauses sind vor Ort nicht mehr auszumachen; auf die Geschichte des Hofes weisen lediglich noch die Straßennamen Sandhofstraße und Sandhöfer Allee in Niederrad. Beide Namen des Gutshofs rühren von dem sandigen Boden her, auf dem die Gebäude und die umliegenden Flächen lagen („Sandhof“). Dieser Boden eignete sich zur Aufzucht und Haltung von Schafen in für damalige Verhältnisse großem Maßstab („Schafhof“). Im Jahr 1537 wurde die Zahl der dort gehaltenen Schafe mit 300 Tieren angegeben. Die Straßennamen „Oberer Schafhofweg“ und „Mittlerer Schafhofweg“ beziehen sich jedoch auf den Schafhof, der sich im Mittelalter am Oberen Schafhofweg unterhalb der Landwehr befand.

### Vom 12. bis zum 15. Jahrhundert
Der Sandhof wurde erstmals im Jahr 1193 urkundlich erwähnt. Kaiser Heinrich VI. schenkte dem Reichsministerialen Kuno I. von Münzenberg († 1207) den in seinem Privatbesitz befindlichen, lehenszinsfreien Gutshof als „allodium nostrum in Frowenwege“ („unser Allod [freies Eigentum] am Frauenweg“). Im Jahr 1221 stiftete dessen Sohn, Ulrich I. von Münzenberg, den Sandhof dem Deutschen Orden, in dessen Besitz er fast ununterbrochen bis zum Jahr 1809 verblieb.
Zwischen dem Deutschen Orden und der Stadt Frankfurt kam es vom Spätmittelalter bis in die Frühe Neuzeit wiederholt zu Konflikten um die Befestigung des Anwesens. Die Stadt hielt seit 1336 ein von Kaiser Ludwig dem Bayern erteiltes Privileg, das die Errichtung von befestigten Wehranlagen in einem Umkreis von fünf Meilen um die Stadt verbot. Der Frankfurter Historiker und Geistliche Anton Kirchner schrieb darüber im Jahr 1807 in seinem Werk Geschichte der Stadt Frankfurt:
„Auf dem Sandhof hatte der deutsche Orden Stock (Wehrturm) und Gefängnis hinter dem Rat [hier: ohne Genehmigung] gebaut; dieser zwang ihn, beides aufzuheben und setzte sein Recht mit Gewalt durch, den Hof besichtigen zu lassen; aber vergebens bemühte sich der Rat, den Sandhof für den Goldstein [die bei Schwanheim gelegene Wasserburg Goldstein] einzutauschen.“

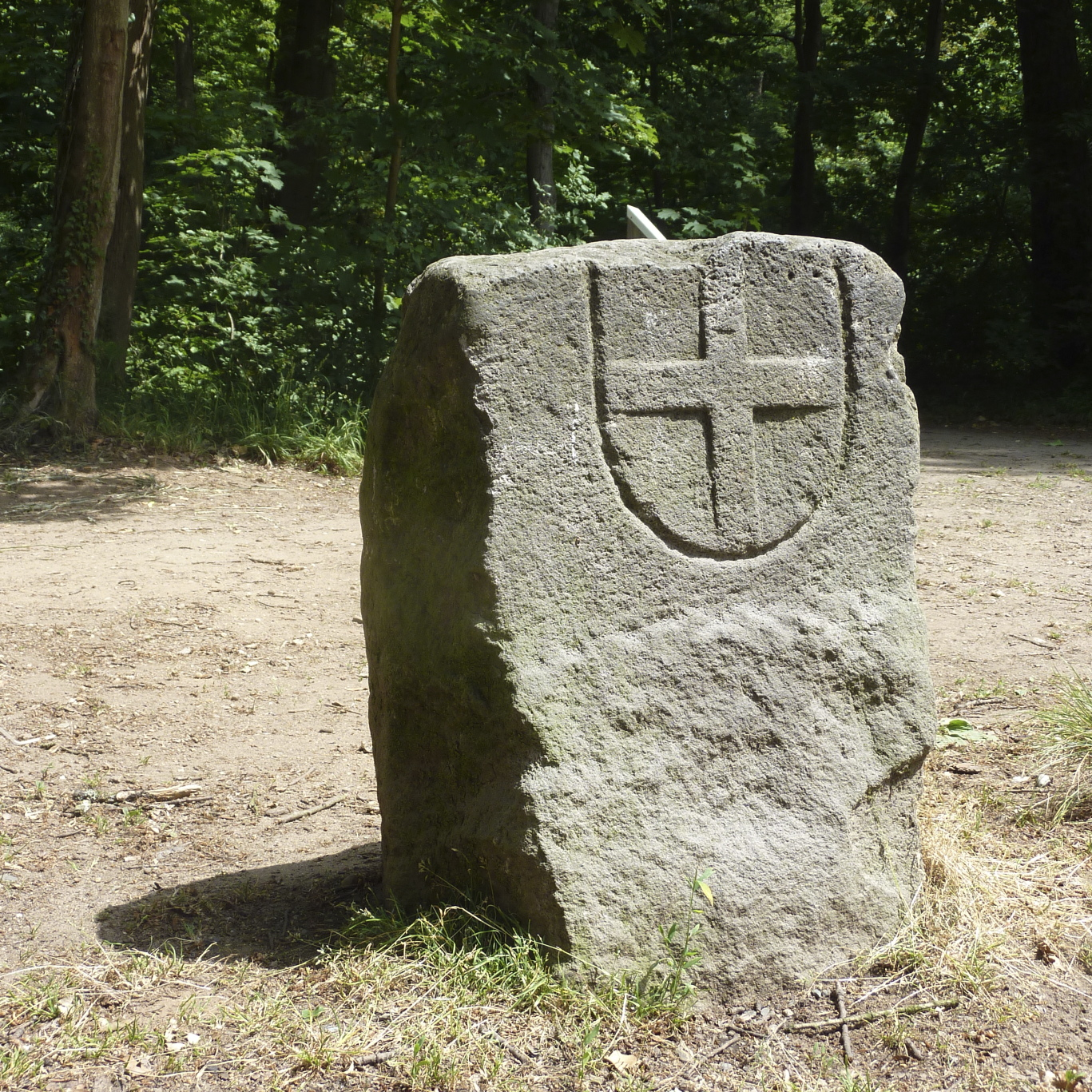
Die Grenzsteine des Schäfersteinpfads aus dem 15. Jhdt. – die einzigen Relikte des Sandhofs. Stein mit Balkenkreuz des Deutschen Ordens

Eine über hundertjährige Auseinandersetzung gab es auch um Weidegerechtigkeit in den angrenzenden Waldgebieten, die ursprünglich zum königlichen Wildbann Dreieich gehörten. 1372 hatte Frankfurt einen Teil des Wildbanns erworben, der vom Kaiser an den damaligen Frankfurter Reichsschultheißen und Schöffen Siegfried zum Paradies verpfändet gewesen war. Dieser Frankfurter Stadtwald sicherte die Holzversorgung der Stadt und diente als Weidefläche. Auf einen Teil des Stadtwaldes, ein südlich des Sandhofes gelegenes Flurstück namens Holzhecke, erhob jedoch der Deutsche Orden Anspruch. Erst im Jahr 1484 überließ der Orden dieses Gelände endgültig der Stadt Frankfurt gegen die Zahlung von 1.400 Gulden und die Einräumung zusätzlicher Weiderechte. Zur Markierung des Gebietes, auf dem der Deutsche Orden Weiderechte behielt, wurde ein Grenzweg angelegt, der bis in die Gegenwart bestehende Schäfersteinpfad.

### 16. bis 18. Jahrhundert
Als der Sandhof bei Restaurierungsarbeiten im Jahr 1537 zusätzlich zu dem bereits vorhandenen Wassergraben um wehrhafte Befestigungen erweitert werden sollte, prozessierte der Rat der Stadt Frankfurt gegen diese Entwicklung vor dem Reichskammergericht Speyer mit dem Argument, es handle sich „nur um einen Schafhof“ und verlangte vom Deutschen Orden eine Vorkaufsgarantie – ähnlich wie der Rat sie bereits vor dem Jahr 1400 für die weiter westlich gelegene Wasserburg Goldstein erwirkt hatte.
Im Jahr 1552 wurde der Gutshof im Rahmen der Belagerung Frankfurts während des Fürstenaufstandes von abziehenden Truppen niedergebrannt und anschließend wiedererrichtet. Nach einer Enteignung durch den Schwedenkönig Gustav Adolf im Verlauf des Dreißigjährigen Krieges kam der Sandhof 1632 vorübergehend in den Besitz des aus einer alteingesessenen Frankfurter Patrizierfamilie stammenden Johann Adolf von Holzhausen (→ Holzhausen); wenige Jahre später erfolgte im Rahmen des Prager Friedens von 1635 die Rückgabe an den Deutschen Orden.
Das große Herrenhaus, dessen bauliche Ausführung und Umfang einem Schloss ähnelten, ließ der Deutsche Orden etwa im Jahr 1750 errichten. Im Haus wurden Glücksspiel („Hasardspiel“) und Wettspiele veranstaltet. Johann Wolfgang von Goethe kritisierte diesen Betrieb in seinem Text Schweizer Reise (→ Italienische Reise) am 19. August 1797 mit den Worten:
„Auf dem Sandhofe, auf deutschherrischem Grund und Boden, hat man eine kostbare Anstalt einer neuen Wirtschaft errichtet, die gestern mit hundertdreißig Couverts eröffnet worden [ist]. Dabei ist alles zuletzt aufs Spielen abgesehen. […] Es gehört diese Seuche mit zu den Begleitern des Krieges […].“

### Seit dem 19. Jahrhundert
Zu Beginn des 19. Jahrhunderts wurde der Sandhof durch den Fürstprimas Karl Theodor von Dalberg (1744–1817) erneut enteignet und ging zugleich mit einem benachbarten Waldstück (→ Park Louisa) in den Besitz des Frankfurter Bankiers Simon Moritz von Bethmann (1768–1826) über. Im Jahr 1813 wurde im Haus vorübergehend ein Lazarett eingerichtet. Die Stadt Frankfurt erwarb den Sandhof im Jahr 1884 und eröffnete darin ein Armenhaus und Krankenhaus. Daraufhin erfolgte 1891 die Eingemeindung nach Frankfurt.
Am 15. April 1900 nahm die Städtische Straßenbahn die Verbindung vom Hippodrom südlich der Wilhelmsbrücke zum Sandhof durch die Paul-Ehrlich-Straße in Betrieb. An dieser Strecke lag der damalige Haupteingang der Universitätsklinik. Die von der Straßenbahnlinie 15 befahrene Strecke wurde am 7. August 1907 über die Sandhofstraße und die Deutschordensstraße zur Triftstraße in Niederrad verlängert. Da diese Strecke kürzer und schneller war als die bisherige von der Frankfurter Waldbahn betriebene Dampfstraßenbahn von Sachsenhausen nach Niederrad, stellte die Waldbahn am 29. Februar 1908 ihren Betrieb auf der Niederräder Linie ein. Weitere Ausbauten der Straßenbahn folgten am 1. Mai 1914 (Triftstraße–Haardtwaldplatz) und am 10. April 1925 (Triftstraße–Oberforsthaus). Ab 21. Mai 1925 verkehrte die Straßenbahn über den Sandhof bis zum neu erbauten Frankfurter Waldstadion.
Bei einem Luftangriff auf Frankfurt am 22. März 1944 wurde der Sandhof durch Fliegerbomben stark beschädigt. Die Gebäude des Hofes wurden nach dem Zweiten Weltkrieg kostspielig restauriert und in den Komplex des Städtischen Krankenhauses integriert. Der Abriss der Bauten erfolgte einige Jahre später.

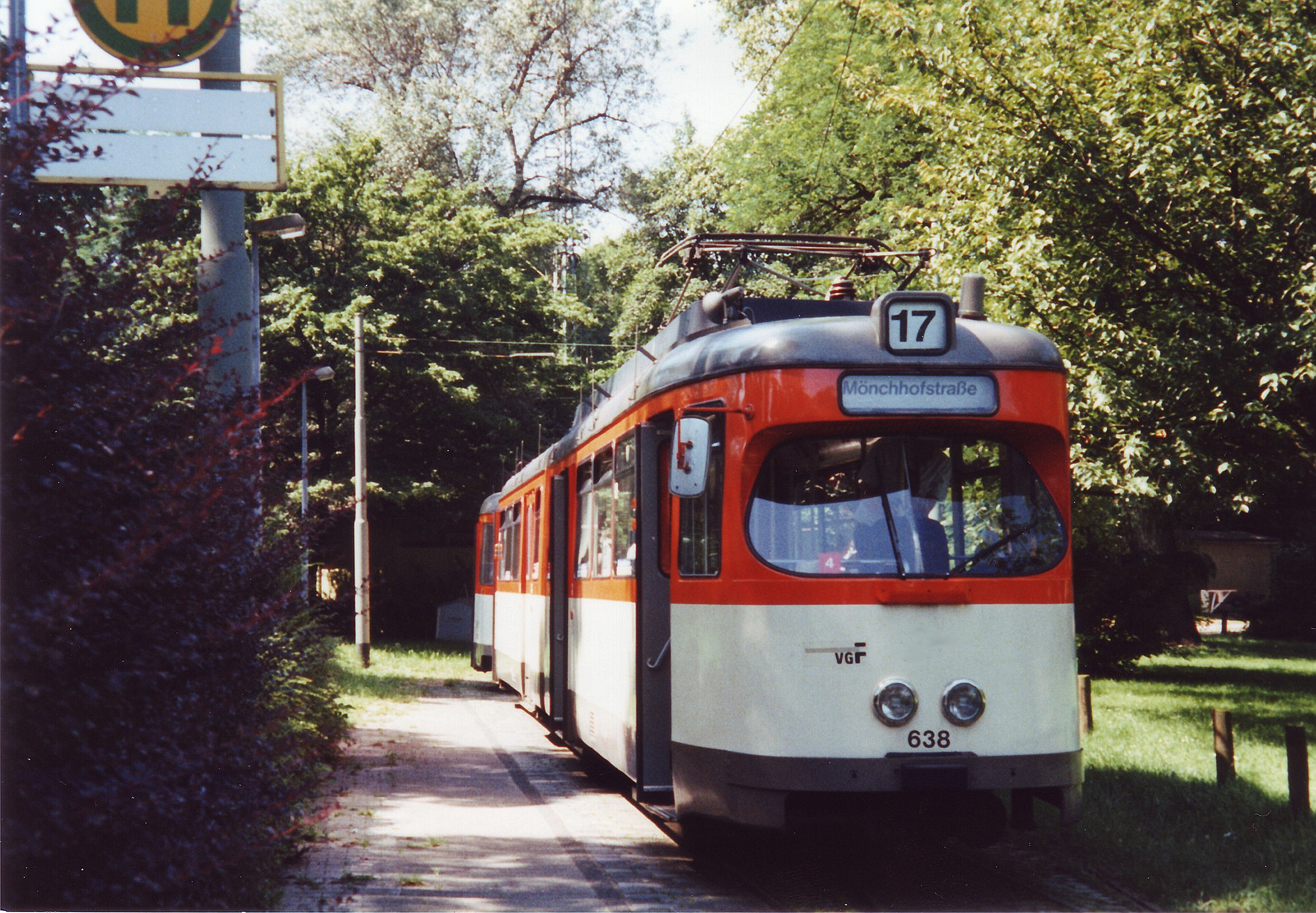
M-Triebwagen 638 in der Sandhof-Schleife im Juni 1998

Ab 1. Juli 1960 verkehrte die Straßenbahn nach Niederrad im Zuge des Ausbaus der Universitätskliniken über den Theodor-Stern-Kai. Die alte Verbindung in der Sandhofstraße wurde außer Betrieb genommen. An der Kreuzung Sandhofstraße–Deutschordensstraße blieb jedoch bis zur Fußball-Weltmeisterschaft 2006 noch ein Gleisdreieck erhalten. Auch die Strecke bis zur Sandhofschleife, eine Wendeschleife, wurde noch bis 1977 im Liniendienst von der Straßenbahnlinie 13 befahren. Danach diente diese Strecke noch bis 2005 zu gelegentlichen Betriebs- und Sonderfahrten. Mit der Außerdienststellung der letzten Einrichtungstriebwagen der Frankfurter Straßenbahn gab es keine Notwendigkeit mehr für die Betriebsstrecke und die Wendeschleife, die deshalb am 1. Juli 2005 stillgelegt und danach abgebaut wurden.